# Översvämningskatastrofen i Borno
Översvämningskatastrofen i Borno inträffade i den nigerianska delstaten Borno i september 2024. Till följd av stora mängder regnvatten brast Alaudammen och översvämmade stora områden. I delstatshuvudstaden Maiduguri tvingades över 400 000 av cirka 1,9 miljoner invånare evakuera, och minst 30 människor rapporterades döda (samtliga uppgifter kommer från den nationella beredskapsmyndigheten NEMA). Översvämningen nådde cirka 40 procent av staden, däribland sjukhusområdet. Sammantaget 1–2 miljoner människor kan ha tvingats flytta på grund av översvämningarna i delstaten. 